# Rail Wars!
Rail Wars! (яп. RAIL WARS! -日本國有鉄道公安隊 Рэ:ру во:дзу Нихон кокую: тэцудо: ко:антай, «Железнодорожные войны: Силы безопасности») — японская лайт-новел и манга, автором которой является Токуми Тоёда. Изначально была выпущена в журнале Sohgeisha Clear Bunko в январе 2012 года.

## Сюжет
Действие происходит в альтернативной Японии, где национальная железнодорожная система никогда не была приватизирована. Наото Такаяма является обычным учеником средней школы, у которого есть мечта о комфортной жизни и работе на Японских национальных железных дорогах. Он получает место стажёра сил безопасности, где ему приходится иметь дело со странными коллегами, в том числе и с девушками, некоторые из которых не любят парней, как, например, Аой Сакураи. Также в этом мире существует и некая организация экстремистов, называющая себя RJ (Rail Japan), которая всеми силами готова приватизировать железные дороги. Основной линией сюжета становится противостояние службы безопасности c организацией RJ, в ходе которого Наото с друзьями всеми силами стараются не допустить приватизации железной дороги.

## Список персонажей

### Служба безопасности
- Наото Такаяма (яп. 高山 直人 Такаяма Наото) — главный герой сериала, ученик старшей школы, который перевёлся в академию и мечтает работать в сфере железных дорог. Испытывает чувства к Аой и Харуки. Командир 4-го отряда токийской центральной железнодорожной службы охраны.

Сэйю: Дзюн Фукуяма
- Аой Сакураи (яп. 桜井 あおい Сакураи Аой) — главная героиня сериала. Студентка академии, куда перевёлся Наото. Терпеть не может мужчин, однако впоследствии влюбляется в Наото.

Сэйю: Манами Нумакура
- Харука Коуми (яп. 小海 はるか Коуми Харука) — девушка из хорошо обеспеченной семьи. Физически не очень сильна, но обладает прекрасной памятью. Влюблена в Наото после того, как тот спас её, заблудившуюся в железнодорожном музее.

Сэйю: Маая Утида
- Сё Иваидзуми (яп. 岩泉 翔 Иваидзуми Сё:) — Высокий парень из отряда главных героев. Главная физическая сила команды, имеет паранормальный аппетит.

Сэйю: Сатоси Хино
- Нана Иида (яп. 飯田 奈々 Иида Нана) — начальница 4-го отряда токийской центральной железнодорожной службы охраны.

Сэйю: Юи Хориэ

### Второстепенные персонажи
- Ноа Касима (яп. 鹿島 乃亜 Касима Ноа) — популярная певица. После того, как Наото защищает её от бандитов, влюбляется в него.

Сэйю: Минори Тихара
- Мари Сассё (яп. 札沼 まり Сассё: Мари) — подруга детства Наото. Работает официанткой в излюбленном кафе отряда. Обладает исключительным слухом, из-за чего носит шумоподавляющие наушники.

Сэйю: Хироми Игараси

## Медиа

### Ранобэ
Rail Wars! выпускается как серия ранобэ, написанная Такуми Тоёдой с иллюстрациями Ваньи 600. Первая глава была опубликована издательством Sohgeisha 16 января 2012 года в журнале Sohgeisha Clear Bunko. История завершилась 20 томом.
| №  | Дата публикации     | ISBN                   |
| -- | ------------------- | ---------------------- |
| 1  | 16 января 2012 г.   | ISBN 978-4-88144-150-3 |
| 2  | 15 мая 2012 г.      | ISBN 978-4-88144-159-6 |
| 3  | 15 сентября 2012 г. | ISBN 978-4-88144-167-1 |
| 4  | 15 ноября 2012 г.   | ISBN 978-4-88144-169-5 |
| 5  | 15 февраля 2013 г.  | ISBN 978-4-88144-173-2 |
| 6  | 15 мая 2013 г.      | ISBN 978-4-88144-179-4 |
| 7  | 19 сентября 2013 г. | ISBN 978-4-88144-182-4 |
| 8  | 31 января 2014 г.   | ISBN 978-4-88144-188-6 |
| 9  | 20 июня 2014 г.     | ISBN 978-4-88144-192-3 |
| 10 | 25 декабря 2014 г.  | ISBN 978-4-88144-201-2 |
| 11 | 11 июля 2015 г.     | ISBN 978-4-88144-210-4 |
| 12 | 24 декабря 2015 г.  | ISBN 978-4-88144-216-6 |
| 13 | 3 августа 2016 г.   | ISBN 978-4-88144-220-3 |
| 14 | 15 декабря 2017 г.  | ISBN 978-4-408-55401-3 |
| 15 | 31 июля 2018 г.     | ISBN 978-4-408-55436-5 |
| 16 | 14 декабря 2018 г.  | ISBN 978-4-408-55456-3 |
| 17 | 19 июля 2019 г.     | ISBN 978-4-408-55488-4 |
| 18 | 13 декабря 2019 г.  | ISBN 978-4-408-55559-1 |
| 19 | 10 июля 2020 г.     | ISBN 978-4-408-55602-4 |
| 20 | 14 декабря 2020 г.  | ISBN 978-4-408-55640-6 |

### Аниме
В 2014 году было объявлено о предстоящем выпуске аниме-адаптации по мотивам манги. Аниме получило название Rail Wars! Nihon Kokuyū Tetsudō Kōantai The Revolver. Выход состоялся в июле того же года, с 6 июня первые серии были доступны на Nico Nico. Постановщиком был назначен режиссёр Суэда Ёсифуми, а за сценарий взялся Судзуки Масаси, на счету которого популярное аниме «Галактические Железные дороги: Вечное Расхождение». Музыкальные партии для данного аниме написал композитор Ёсиаки Фудзисава. Опенинг Mukai Kaze ni Utarenagara исполнила сэйю и певица Минори Тихара (на её счету опенинги Suisei no Gargantia и Kyoukai no Kanata), а эндинг Overdriver — ZAQ.

### Видеоигра
Задолго до аниме-сериала было объявлено о приключенческой игре по мотивам ранобэ, разработанной компанией 5pb. для PlayStation Vita. Изначально выпуск игры должен был состояться 27 ноября 2014 года, однако игра была отменена. 28 января 2016 года 5pb. и Mages. Inc. объявили, что игра для PlayStation Vita была отменена из-за того, что развитие игры отстает от графика, и других «различных обстоятельств».